# Drapeau de l'oblast de Voronej
Le drapeau de l'oblast de Voronej (en russe : Флаг Воронежской области) est l'un des symboles de l'oblast de Voronej, l'un des sujets fédéraux de Russie. Il a été adopté le 5 juillet 2005.

## Description
La loi de l’oblast de Voronej relative à son blason et à son drapeau le décrit ainsi :

« Le drapeau de la région de Voronej est un panneau rectangulaire d'un rapport largeur/longueur de 2:3, de couleur rouge, avec une bande bleue le long de la base du drapeau et avec une image recto verso des armoiries de la région de Voronej au centre du drapeau. La largeur totale de l'image de l'élément principal des armoiries sur le drapeau de la région de Voronej doit être égale aux 2/5 de la longueur du drapeau. »

## Symbolisme
Le drapeau de l'oblast de Voronej est inspiré par le blason historique du même oblast.

### Éléments
- Le tas de pierre représente la rive droite escarpée de la ville de Voronej.
- L'eau s'écoulant de la cruche représente le Don et l'un de ses affluents la rivière Voronej se déversant dans l'oblast.
- La cruche symbolise l'artisanat des habitants de Voronej

### Couleurs
- La couleur or symbolise la fertilité des récoltes. Elle symbolise aussi le respect et l'honneur
- La couleur argent de la cruche et de l'eau symbolise la noblesse, la pureté, la justice, la générosité et la paix
- La couleur rouge symbolise la force le courage et la beauté du travail.

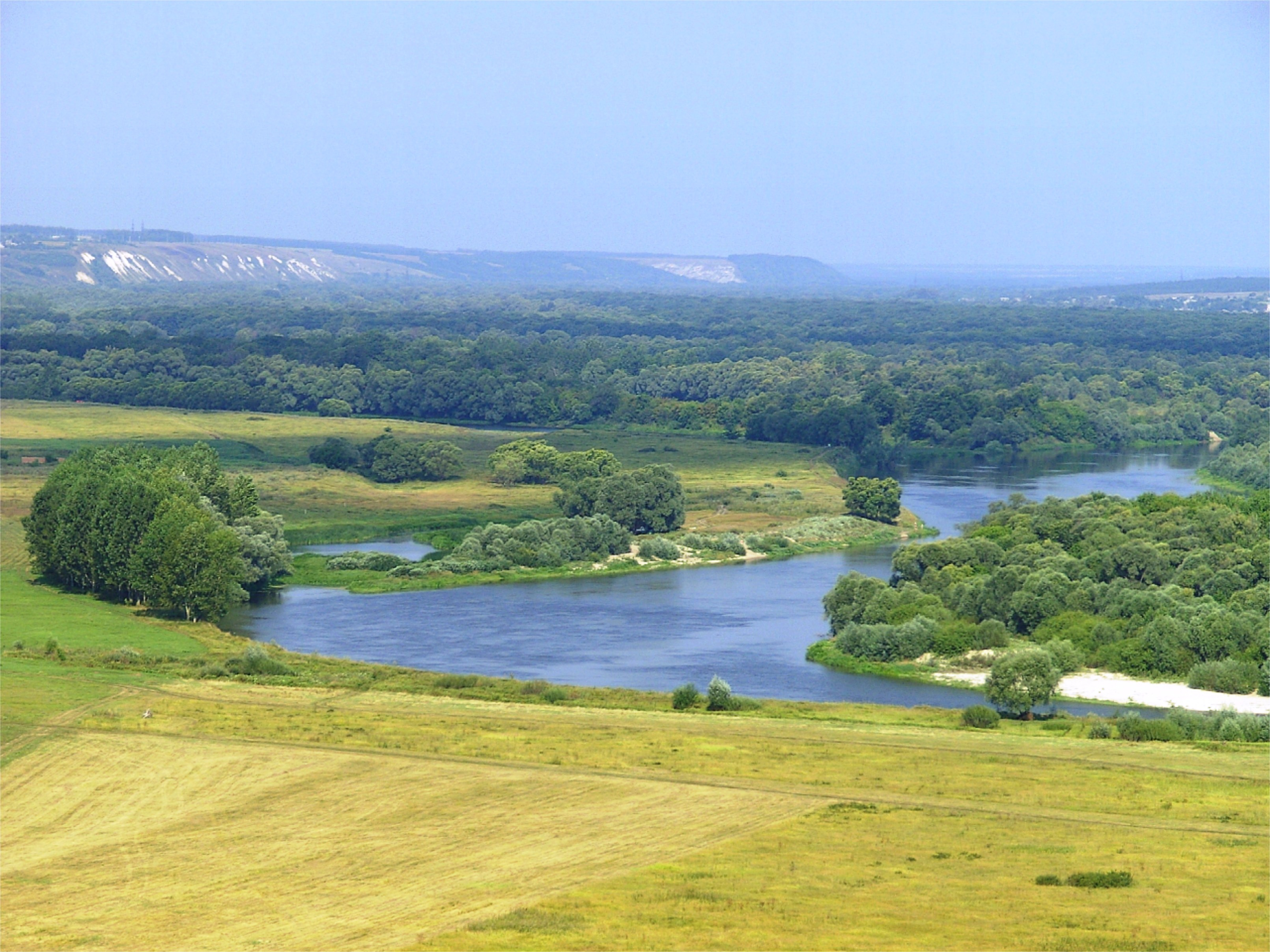
Le Don dans l'oblast de Voronej.

## Drapeaux apparentés

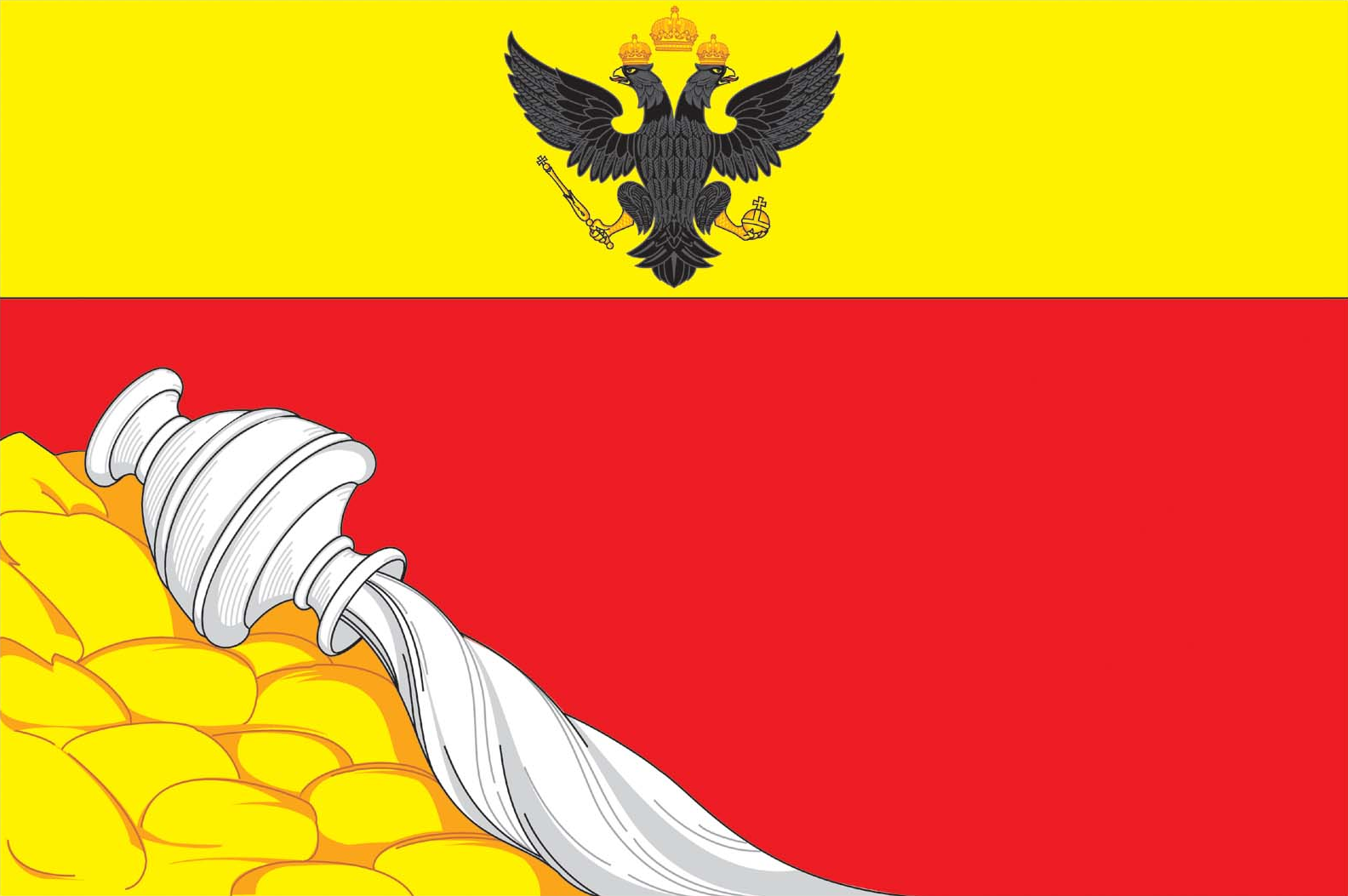
Drapeau de la ville de Voronej.

Le drapeau de l'oblast de Voronej apparait sur le drapeau de la ville de Voronej.